# Minkbådan
Minkbådan är en ö i Finland. Den ligger i Norra kvarken och i kommunen Korsholm i den ekonomiska regionen  Vasa i landskapet Österbotten, i den västra delen av landet. Ön ligger omkring 23 kilometer norr om Vasa och omkring 380 kilometer norr om Helsingfors.
Öns area är 0,4 hektar och dess största längd är 100 meter i sydöst-nordvästlig riktning.